# Барнвелл (Південна Кароліна)
Барнвелл (англ. Barnwell) — місто (англ. city) в США, в окрузі Барнвелл штату Південна Кароліна. Населення — 4652 особи (2020).

## Географія
Барнвелл розташований за координатами 33°14′30″ пн. ш. 81°21′58″ зх. д. / 33.24167° пн. ш. 81.36611° зх. д. (33.241633, -81.366143). За даними Бюро перепису населення США в 2010 році місто мало площу 20,72 км², з яких 20,33 км² — суходіл та 0,38 км² — водойми.

### Клімат
| Клімат : Барнвелл     | Клімат : Барнвелл | Клімат : Барнвелл | Клімат : Барнвелл | Клімат : Барнвелл | Клімат : Барнвелл | Клімат : Барнвелл | Клімат : Барнвелл | Клімат : Барнвелл | Клімат : Барнвелл | Клімат : Барнвелл | Клімат : Барнвелл | Клімат : Барнвелл | Клімат : Барнвелл |
| Показник              | Січ.              | Лют.              | Бер.              | Квіт.             | Трав.             | Черв.             | Лип.              | Серп.             | Вер.              | Жовт.             | Лист.             | Груд.             | Рік               |
| Середній максимум, °C | 14,4              | 15,6              | 19,4              | 24,4              | 28,9              | 32,2              | 32,8              | 32,2              | 30,0              |                   | 18,9              | 14,4              | 23,9              |
| Середній мінімум, °C  | 3,9               | 4,4               | 7,8               | 11,7              | 16,7              | 20,6              | 22,2              | 21,7              | 18,9              | 12,8              | 6,7               | 3,9               | 12,8              |
| Норма опадів, мм      | 94                | 104               | 114               | 86                | 81                | 107               | 130               | 119               | 89                | 61                | 66                | 86                | 1133              |
| --------------------- | ----------------- | ----------------- | ----------------- | ----------------- | ----------------- | ----------------- | ----------------- | ----------------- | ----------------- | ----------------- | ----------------- | ----------------- | ----------------- |
| Джерело: Weatherbase  |                   |                   |                   |                   |                   |                   |                   |                   |                   |                   |                   |                   |                   |

## Демографія
Згідно з переписом 2010 року, у місті мешкало 4750 осіб у 1934 домогосподарствах у складі 1242 родин. Густота населення становила 229 осіб/км². Було 2240 помешкань (108/км²).
Расовий склад населення:
| - 51,5 % — чорних або афроамериканців - 44,5 % — білих - 1,5 % — азіатів - 0,2 % — корінних американців - 0,1 % — вихідців з тихоокеанських островів |

До двох чи більше рас належало 1,7 %. Частка іспаномовних становила 1,0 % від усіх жителів.
За віковим діапазоном населення розподілялося таким чином: 26,5 % — особи молодші 18 років, 58,3 % — особи у віці 18—64 років, 15,2 % — особи у віці 65 років та старші. Медіана віку мешканця становила 36,7 року. На 100 осіб жіночої статі у місті припадало 89,5 чоловіків; на 100 жінок у віці від 18 років та старших — 83,3 чоловіків також старших 18 років.
Середній дохід на одне домашнє господарство становив 34 744 долари США (медіана — 22 672), а середній дохід на одну сім'ю — 40 159 доларів (медіана — 31 990). Медіана доходів становила 34 477 доларів для чоловіків та 32 700 доларів для жінок. За межею бідності перебувало 40,3 % осіб, у тому числі 56,7 % дітей у віці до 18 років та 7,8 % осіб у віці 65 років та старших.
Цивільне працевлаштоване населення становило 1326 осіб. Основні галузі зайнятості: освіта, охорона здоров'я та соціальна допомога — 28,0 %, виробництво — 12,3 %, роздрібна торгівля — 11,2 %, публічна адміністрація — 10,9 %.

## Персоналії
- Джеймс Браун (1933—2006) — американський співак, композитор, клавішник.